# August Scholtis

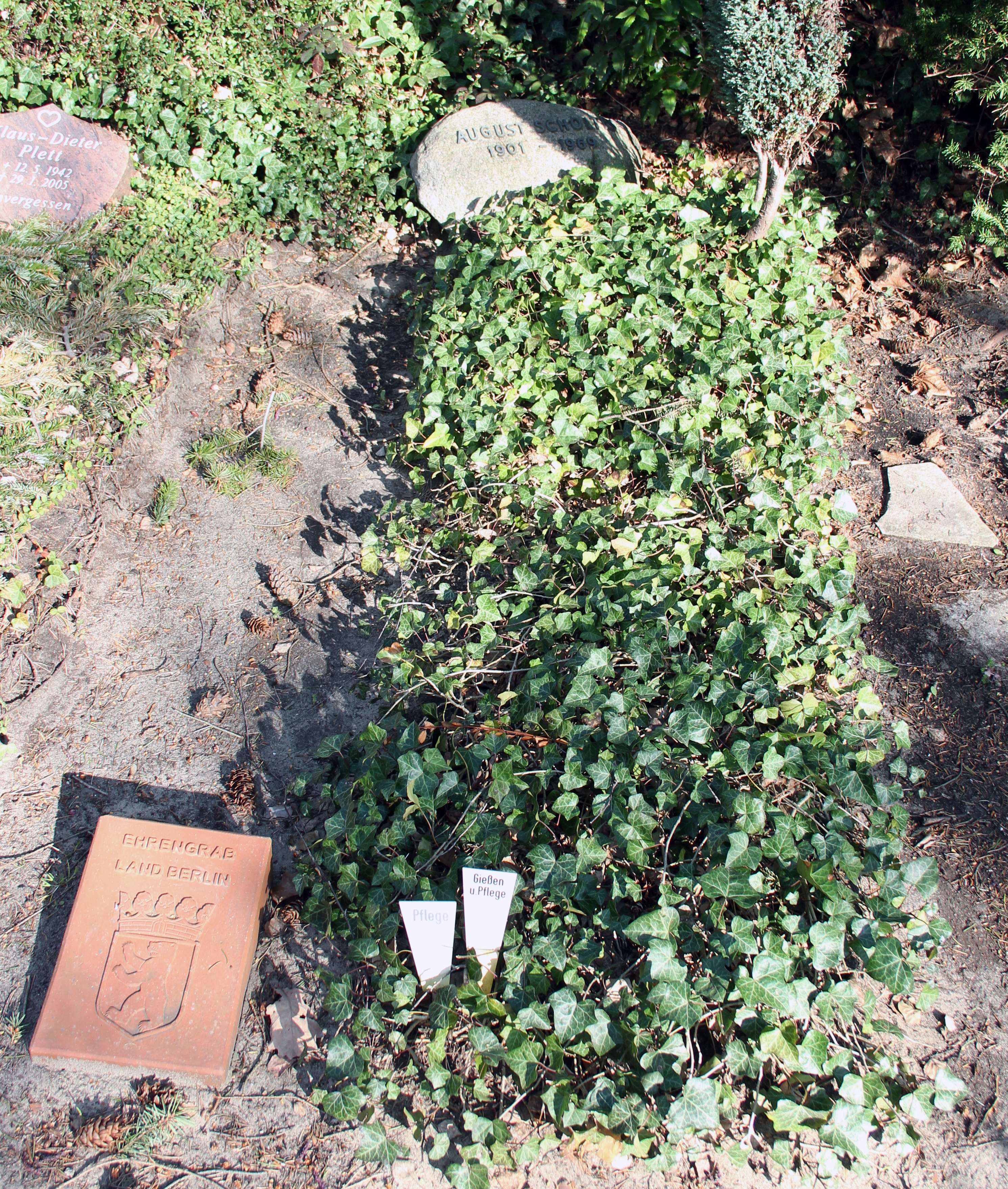
Grób Augusta Scholtisa w Westend

August Scholtis (ur. 7 sierpnia 1901 w Bolaticach, zm. 26 kwietnia 1969 w Berlinie) – niemiecki pisarz.

## Życiorys
August Scholtis urodził się w Bolacicach, w tzw. „kraiku hulczyńskim” na Górnym Śląsku, na terenie przypadłym po I wojnie światowej nowo utworzonej Czechosłowacji. Wywodził się z rodziny chłopskiej, od lat osiadłej w Bolacicach. Ukończył jedynie szkołę powszechną, następnie zdobył zawód murarza. Jednak poprzez samokształcenie doszedł do stanowiska zarządcy dóbr Krzyżanowickich księcia Karola Lichnowskiego.
Później pracował w różnych instytucjach jako pracownik biurowy, by w 1929 przenieść się do Berlina, gdzie został pisarzem i dziennikarzem. Tam w niedługim czasie powstała powieść Wiatr od wschodu, która, wydana w 1932, wywołała sensację. Poruszona w niej tematyka powstań śląskich i bohatera książki Kacpra Teofila Kaczmarka wniosła nową jakość do literatury. Następnie ukazały się powieści Baba i jej dzieci oraz Jaś, lotnik. Ówczesna krytyka chwaliła naturalny talent pisarski Scholtisa i jego niezwykłą moc dobitnego przekazu treści.
W okresie narodowego socjalizmu publikował w prasie, będąc jednak w 1941 roku mocno atakowany przez część pisarzy niemieckich za wątki z jego twórczości, nie pasujące do rządzącej wówczas idei.
Po II wojnie światowej nie mógł się przebić ze swoją literaturą regionalną (Heimatliteratur). Następnie, w 1959 napisał jeszcze swoją autobiografię Pan z Bolacic i otrzymał nagrodę imienia Andreasa Gryphiusa, którą przyznaje się autorom poruszającym zagadnienia historii i kultury niemieckiej w Europie Środkowo-Wschodniej i dążącym do pojednania między Niemcami a ich sąsiadami.
W początku lat 60. Scholtis zaangażował się szerzej w działalność na rzecz pojednania z Czechosłowacją i Polską i sporządził popularną relację z podróży do tych krajów, w której dosyć ciepło odnosił się do osiągnięć władzy ludowej.
August Scholtis zmarł 26 kwietnia 1969 w Berlinie. Jego spuścizna znajduje się w dziale rękopisów (Westfälisches Handschriftenarchiv) Miejskiej i Krajowej Biblioteki w Dortmundzie.

## Twórczość
- Nachruf (1927)
- Wiatr od wschodu (1932)
- Baba und ihre Kinder (1934)
- Jaś, der Flieger (1935)
- Das Eisenwerk (1938)
- Schlesischer Totentanz. Erzählungen (1938)
- Die mährische Hochzeit (1940)
- Die Begegnung. Zwei Erzählungen (1940)
- Die Fahnenflucht (1948)
- Die Zauberkrücke (1948)
- Ein Herr aus Bolatitz (1959)
- Reise nach Polen. Ein Bericht (1962)
- Schloß Fürstenkron, hrsg. Horst Bienek (1987)
- Erzählungen, Dramen, Romane, oprac. Joachim J. Scholz, Berlin 1991–1992
- Briefe, Teil I und II, oprac. Joachim J. Scholz, Berlin 1991–1992
- Feuilletonistische Kurzprosa, oprac. Joachim J. Scholz, Berlin 1993.